# Aanname van een gesloten wereld
De aanname van een gesloten wereld (Engels: closed world assumption) is de aanname dat alles waarvan niet expliciet bekend is dat het waar is, onwaar is. Het verwijst ook naar het logische formalisme van Raymond Reiter dat gebaseerd is op deze aanname. Het tegenovergestelde is de aanname van een open wereld (open world assumption) die stelt dat een gebrek aan kennis niet een onwaarheid hoeft te betekenen.
De aanname van een gesloten wereld kan worden gebruikt als de kennis die men bezit compleet is (bijvoorbeeld een database van een bedrijf met informatie van elke werknemer) of als de kennis (mogelijk) incompleet is. Men neemt dan aan dat de zaken die men niet weet onwaar zijn en men tracht een zo goed mogelijk antwoord te geven op vragen over de kennis. Deze aanpak wordt gebruikt in logische programmeertalen, zoals Prolog. Hierin wordt gebruikgemaakt van negatie als falen waarbij een predicaat als onwaar wordt bestempeld wanneer niet bewezen kan worden dat het waar is.

## Voorbeeld
Stel, een universiteit heeft het volgende overzicht van studenten samengesteld:
| Student | Studie      |
| ------- | ----------- |
| Alice   | Natuurkunde |
| Bob     | Wiskunde    |
| Carol   | Wiskunde    |

Onder de aanname van een gesloten wereld gaat men ervan uit dat dit alle studenten zijn die op deze universiteit een studie volgen: er is namelijk niet expliciet bekend dat andere studenten een studie volgen aan deze universiteit. Met een vergelijkbare redenering is Alice ook de enige student die natuurkunde volgt en zijn Bob en Carol de enige wiskundestudenten.
Onder de aanname van een open wereld sluit men niet uit dat er ook andere studenten zijn die een studie volgen: de tabel wordt niet als compleet beschouwd. Volgens deze aanname is er een onbekend aantal studenten die niet vermeld zijn in de tabel en er is een onbekend aantal studenten die wiskunde en/of natuurkunde volgen naast de genoemde studenten. Er kunnen mogelijk ook andere studies gevolgd worden aan deze universiteit.